# 노미 마쓰다이라가

노미 마쓰다이라 가의 가몬

노미 마쓰다이라 가(일본어: 能見松平家)는 미카와의 마쓰다이라씨의 서류로, 마쓰다이라 노부미쓰의 8남 마쓰다이라 미쓰치카(松平光親)를 시조로 한다. 미카와 국 누카타군 노미(오카자키시)를 영유하여 노미 마쓰다이라 가라고 칭했다.
3대 시게요시(重吉)의 대부터 도쿠가와 이에야스에게 사관했다. 이에야스의 오카자키 독립 시기로부터 도요토미 히데요시 사후의 패권 장악기는 4대 시게카쓰(重勝), 5대 시게타다의 무렵에 해당한다. 그 시기의 노미 마쓰다이라 가는 나가시노 전투와 오사카 여름의 진 등에서 전공을 거두었다. 이때 시게카쓰의 자식들도 다이묘로서 분가하였다.
1616년(겐나 2년)에 시모우사 국 세키야도 번(関宿藩) 2만 6천 석의 다이묘가 된다. 다른 마쓰다이라 가에 비하여 늦은 출세였지만, 이는 이에야스의 친자인 마쓰다이라 다다테루(松平忠輝)의 쓰케가로(付家老)였던 때문이라고 생각된다.
그 후는 도토미국 요코스카 번(横須賀藩) 2만 6천 석, 데와국 가미노야마번 4만 석, 셋쓰국 산다 번(三田藩) 3만 석, 분고국 다카다번 3만 7천 석으로 이봉을 계속하다가 7대 히데치카(英親)의 때부터 분고 국 기쓰키번(杵築藩) 3만 2천 석으로 정착하여, 막말까지 존속했다.
14대 지카타카(親貴)의 때, 보신 전쟁이 일어나자 막부에게서 이반하여, 신정부 군과 내통했다. 폐번치현 후에는 자작의 반열에 올랐다.

## 가계도
＊굵은 선은 친자, 가는 선은 양자.
```
                      
마쓰다이라 노부미쓰

　　　　　　　　　　　　　（종가 3대）
　 ┏━━━━━━━━━━━━━┫
　
미쓰치카
　　　　　　　　
지카타다

　 ┃　　　　　　　　　　 （종가 4대）
　
시게치카
(重親)
　 ┃
　
시게요시

　 ┃
　
시게카쓰

　 ┃
　 ┣━━━━━━━━━━┳━━━━━━━━━━━━┳━━━━━━━━━━━━┓
　
시게타다
　  　    　
시게나가
(重長)　　      　
시게노리
      　　　      
가쓰타카

　 ｜　　　　　　　　　　                    　　　┃　　　　            　  ｜
　
시게나오
                                      
시게마사
(重正)　  　    　
시게하루
(重治)
　 ┃　　　　　　　　　　　                    　　┃
　
히데치카
　　　　    　　　　              　　
시게토시
(重利)
　 ┃
　
시게요시
(重栄)
　 ┃
　
시게야스
(重休)
　 ｜
　
지카즈미
(親純)
　 ┃
　
지카미쓰

　 ┣━━━━━━━━━━┓
　
지카사다
(親貞)　　
지카카타
(親賢)
　 ┃
　
지카아키라
(親明)
　 ┃
　
지카요시
(親良)
　 ┣━━━━━━━━━━┓
　
지카타카
　　 　　
나가이 나오쓰라
(永井直矢)
```

## 같이 보기
- 18 마쓰다이라